# Lepturoschema penardi
Lepturoschema penardi är en skalbaggsart som först beskrevs av Xavier Montrouzier 1861.  Lepturoschema penardi ingår i släktet Lepturoschema och familjen långhorningar. Inga underarter finns listade i Catalogue of Life.